# 꼬로아성

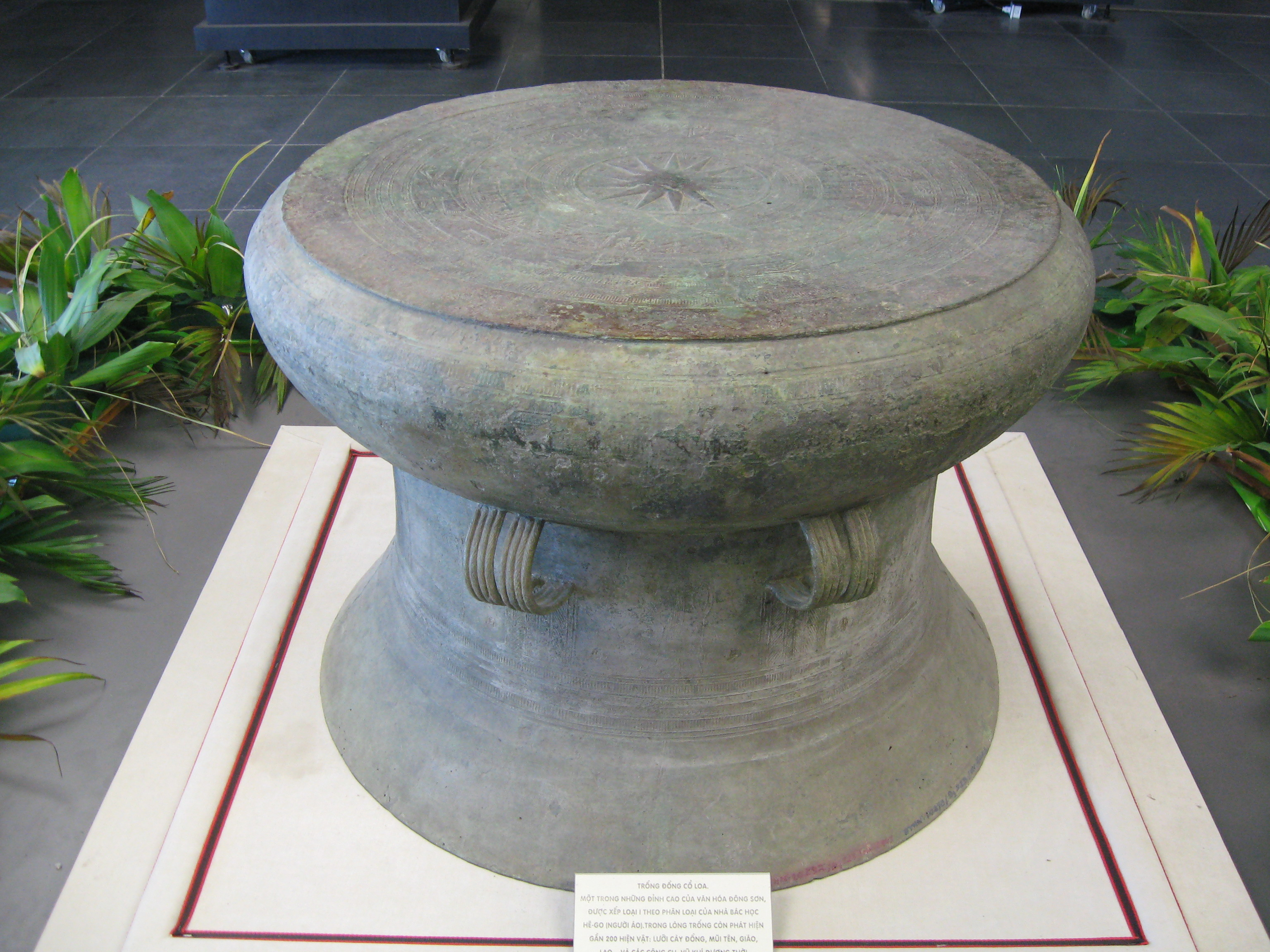
기원전 1세기 동선문화의 흔적을 알려주는 청동북

꼬로아성(베트남어: Thành Cổ Loa / 城古螺?)은 베트남의 수도인 하노이에서 북쪽으로 20km 떨어진 곳에 위치한다. 기원전 257년 홍방 왕조 말기에 퐁케 근처에 세워진 성채이다. 당시 도읍을 만들 때는 원형으로 만들어졌으며, 그 이름은 베트남식 한자 꼬로아(古螺)는 ‘오래된 나선’이라는 의미를 가진다. 이 유적지는 청동기 시대의 동선 문화 등 여러 문화를 찾을 수 있는 유적이다.

## 꼬로아성
전설에 의하면, 기원전 257년 툭판이 훙 왕을 물리치고, 어울락 왕조(甌雒/甌駱)를 세웠을 때, 꼬로아를 수도로 선택했다고 한다. 꼬로아는 매우 큰 유적지로 북쪽 홍 강 삼각주 유역의 범람지 중 독보적인 존재였고, 그 당시는 많은 노동력과 자재가 필요한 일이었다.
모양이 달팽이를 닮은 라(螺, 우렁이) 성이라고 지었고, 그대로 지역의 어원이 되었다.
신화적인 이야기에 따르면, 낮에 요새를 지어놓으면, 모든 것이 밤에 불가사의하게 무너졌다고 한다. 왕은 신에게 제물을 바쳤고, 어느 날 밤, 꿈속에 황금 거북이가 나타나 이르기를 거북이의 등껍질 위에 요새를 세우라고 말했다. 왕은 새로운 위치에 도시를 세우기로 했고, 현재의 꼬로아를 건설하라는 지시를 받았다. 왕은 그렇게 했고, 도시는 이내 지어졌다.
왕은 감사하는 마음을 가졌고, 거북이는 그의 석궁의 방아쇠로 사용할 수 있는 발톱을 왕에게 주었다. 그것은 석궁을 쏠 때 수천 배로 힘을 늘렸다. 그러나 진나라 장군 중 한 명인 조타(趙佗)는 진의 쇠퇴를 이용하여 어우락 북쪽에 남월이라는 자신의 왕국을 만들었다. 그는 남쪽에 있는 이웃 나라를 정복하려고 했지만 패배했다. 대신 그의 아들과 툭판의 딸을 결혼시켰다. 아들이 꼬로아에서 지낼 때, 그는 마법거북의 발톱을 발견하고 그것을 훔쳤다. 그리하여 조타는 어우락을 침공하여 쉽게 패배시켰다.
툭판의 최후에 대해서는 다양한 이야기가 전해 내려온다. 혹자는 툭판이 바다에 뛰어내려 자살했다고도 전하고, 황금거북이가 바다로 데려가 다시는 눈에 띄지 않았다고도 전한다. 어떤 이야기에서는 툭판이 황금거북이로부터 딸의 배신을 듣고, 자살하기 전에 딸을 먼저 죽였다고도 전한다.

## 고고학
이 성은 두 개의 외성벽과 안쪽에 있는 사각형 모양의 내성으로 구성되어 있다.

## 같이 보기
- 찌에우 왕조
- 안즈엉브엉
- 어우락

## 참고 문헌
- Higham, Charles (1996). 《The Bronze Age of Southeast Asia》. Cambridge World Archaeology. ISBN 0-521-56505-7.
- Ray, Nick;  외. (2010), 〈Co Loa Citadel〉, 《베트남》, 론리플래닛, 123쪽, ISBN 9781742203898.